# Henry Nold
Henry Nold (* 4. Januar 1966 in Darmstadt) ist ein deutscher Konzeptkünstler. Er ist der Sohn des Aktionärs Erich Nold und wurde in den 1990er Jahren bekannt, da er seine geerbten Anteile an großen deutschen Unternehmen zur Einbringung von nachhaltigen und sozialen Forderungen in deren Hauptversammlungen nutzte. Nold ist außerdem der Initiator des Vortexgartens in Darmstadt.

## Leben
1972 zog Nolds Familie von Darmstadt nach Las Palmas de Gran Canaria. Zu Vater Erich, Kohlenhändler und Aktionär, hatte Nold kein gutes Verhältnis. Der Multimillionär Erich Nold war bekannt für seine knausrige Persönlichkeit und die Familie lebte in Gran Canaria in einem Sozialbau. Im Anschluss an den Schulabschluss an der deutsch-spanischen Schule in Gran Canaria im Jahr 1985 war Nold Zeitsoldat in Kassel und studierte anschließend Theologie und Kunstgeschichte in Marburg. Zwischendurch arbeitete er als Schlafwagenschaffner und Flugbegleiter bei der Lufthansa. 1994 brach er das Studium ab und begann auf Wunsch des Vaters eine Banklehre bei der Berliner Bank.
Nold betreibt mehr als 14 Gästehäuser in Frankreich, Schweden und Deutschland, welche als Permakulturprojekte und Gesamtkunstwerke angelegt sind.

### Tätigkeit als kritischer Aktionär
1995 starb Vater Erich und Nold erbte gemeinsam mit der Mutter und den Geschwistern einen Betrag in Millionenhöhe, den er als Verwalter des gemeinsamen Vermögens zunächst in gemeinnützige Projekte investierte. Das Erbe beinhaltete Häuser und Aktienpakete von Konzernen wie Merck, Deutsche Bank, Bayer, Dresdner Bank, Commerzbank, BASF, Lufthansa, Thyssen oder RWE. Mit dem Ziel, nachhaltige und soziale Bedingungen in den Hauptversammlungen der Unternehmen zur Diskussion einzubringen übertrug Nold seine Stimmrechte dem Dachverband der Kritischen Aktionärinnen und Aktionäre. Gemeinsam forderten sie beispielsweise, dass die Deutsche Bank „keine Geschäfte mit Rüstungsgütern, Atomenergie, Gentechnik oder chemischem Pflanzenschutz“ durchführen dürfe und einen Anteil des jährlichen Gewinns spenden müsse. An Merck stellten sie die Forderung einer Satzungsänderung, nach der „keine gesundheitsgefährdenden oder umweltschädigenden Produkte und keine irrationalen Arzneimittel“ mehr produziert werden dürften, zusätzlich solle sich der Konzern für seine Ablehnung einer Frauenquote im Aufsichtsrat erklären. Ähnliche Anfragen ergingen auch in Hauptversammlungen weiterer Unternehmen, an denen Nold Aktien hielt. Aufgrund mangelnder Mehrheit wurden Nolds Anträge regelmäßig abgelehnt. Jedoch baten ihn Unternehmen wie Bayer und Hoechst um Gespräche.

### Haus Campino
1998 lobte Nold einen Architekturwettbewerb für einen Hochhauskomplex in Darmstadt an der Eschollbrücker Straße aus. Erich Nold hatte das Haus 1981 ersteigert. Seit 1993 stand es aufgrund von Baumängeln, Asbest und Verstoß gegen Brandschutzauflagen leer. Zunächst plante Nold, einen Wohnkomplex mit Geschäften, Büros und Ateliers einzurichten, die Kosten dafür waren aber letztlich zu hoch. 2004 wurde das Haus in ein Studentenwohnheim umgewandelt und mit dem Namen „Haus Campino“ versehen. Die Fassade des Campino-Hochhauses wurde nach einem Farbkonzept von Nold angelegt, inspiriert durch den mexikanischen Architekten Luis Barragan. Im Inneren der Hochhäuser wurden Boden- und Wandfliesen auf jedem Stockwerk der beiden Treppenhäuser aus handgefertigten marokkanischen Fliesen gestaltet. Auf dem Dach ließ Nold eine Plastik des Künstlers Georg-Friedrich Wolf nach eigenem Konzept installieren. Das Werk hat eine Breite von 7 m und eine Unterkonstruktion aus Edelstahl und Carbon sowie eine Ornamentik, für die Blattgoldmosaiken der Firma Orsoni Mosaici aus Venedig aufgeklebt worden sind. 2012 verkaufte Nold das Haus an eine Frankfurter Immobiliengesellschaft. Nach dem Verkauf entfernten die neuen Eigentümer das Kunstwerk auf dem Dach. Ein Gerichtsurteil befand jedoch 2016, dass es wieder installiert werden müsse. Nold gestaltete ebenfalls die Nebengebäude und die Außenfläche auf dem Grundstück um. Eines der Nebengebäude wurde vollständig aus Bambus, Lehm und Strohballen gefertigt und ist damit das erste Bambushaus Deutschlands. Den Platz vor dem Grundstück nannte Nold Viktor-Schauberger-Platz, nach dem Erfinder und Naturforscher Viktor Schauberger.

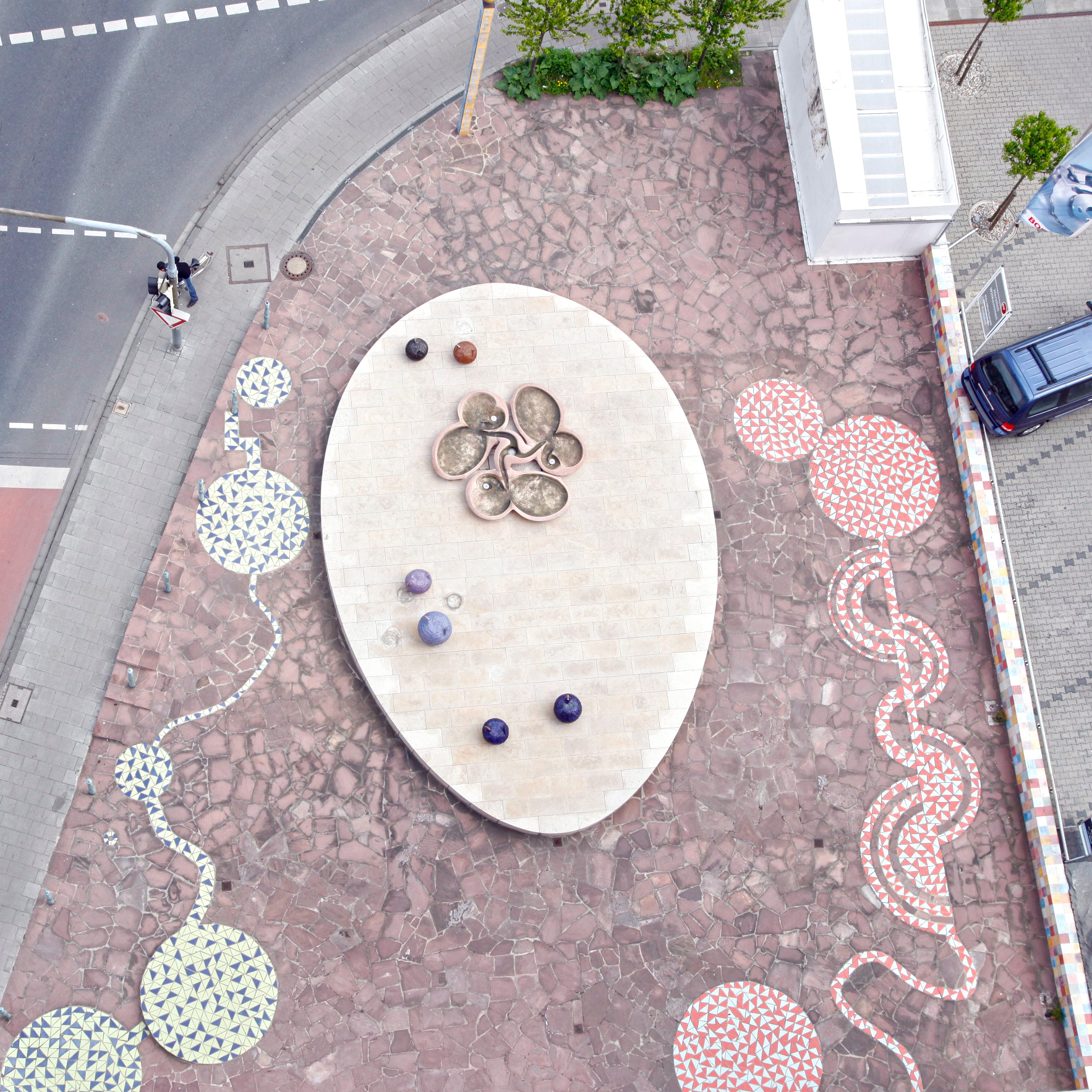
Vorplatz des Campino-Hochhaus-Kunstwerks mit Fliesen, Brunnen, Jura-Kalkstein, Stele
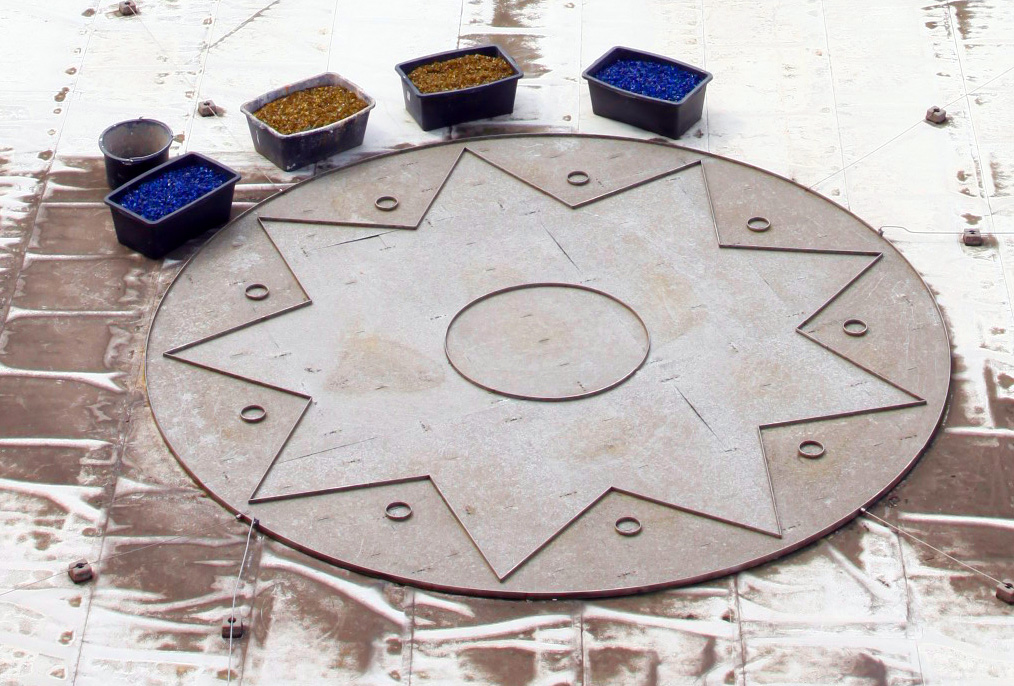
Crop Circle Skulptur auf dem Dach – während der Befüllung
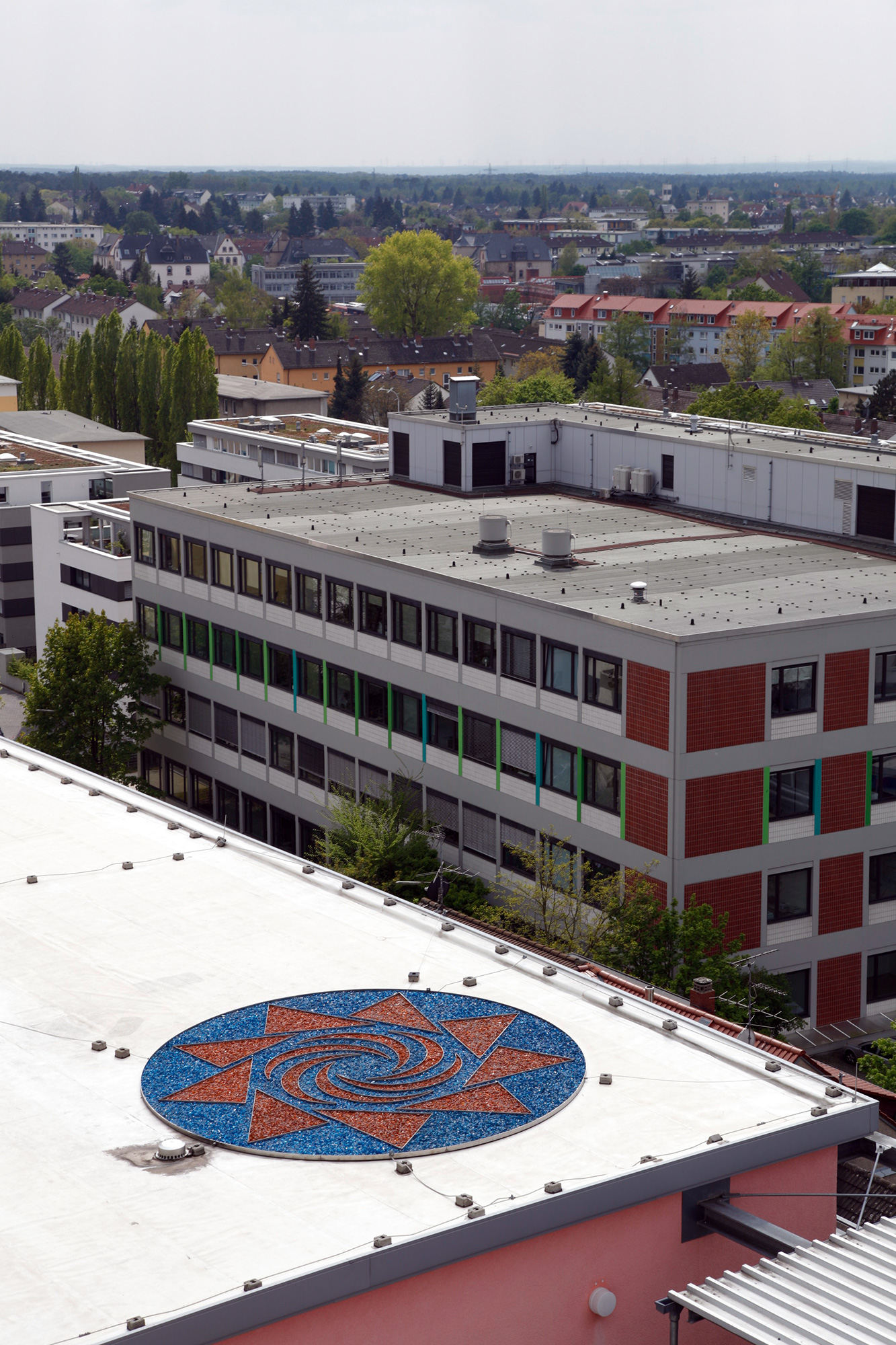
Crop Circle Skulptur auf dem Dach
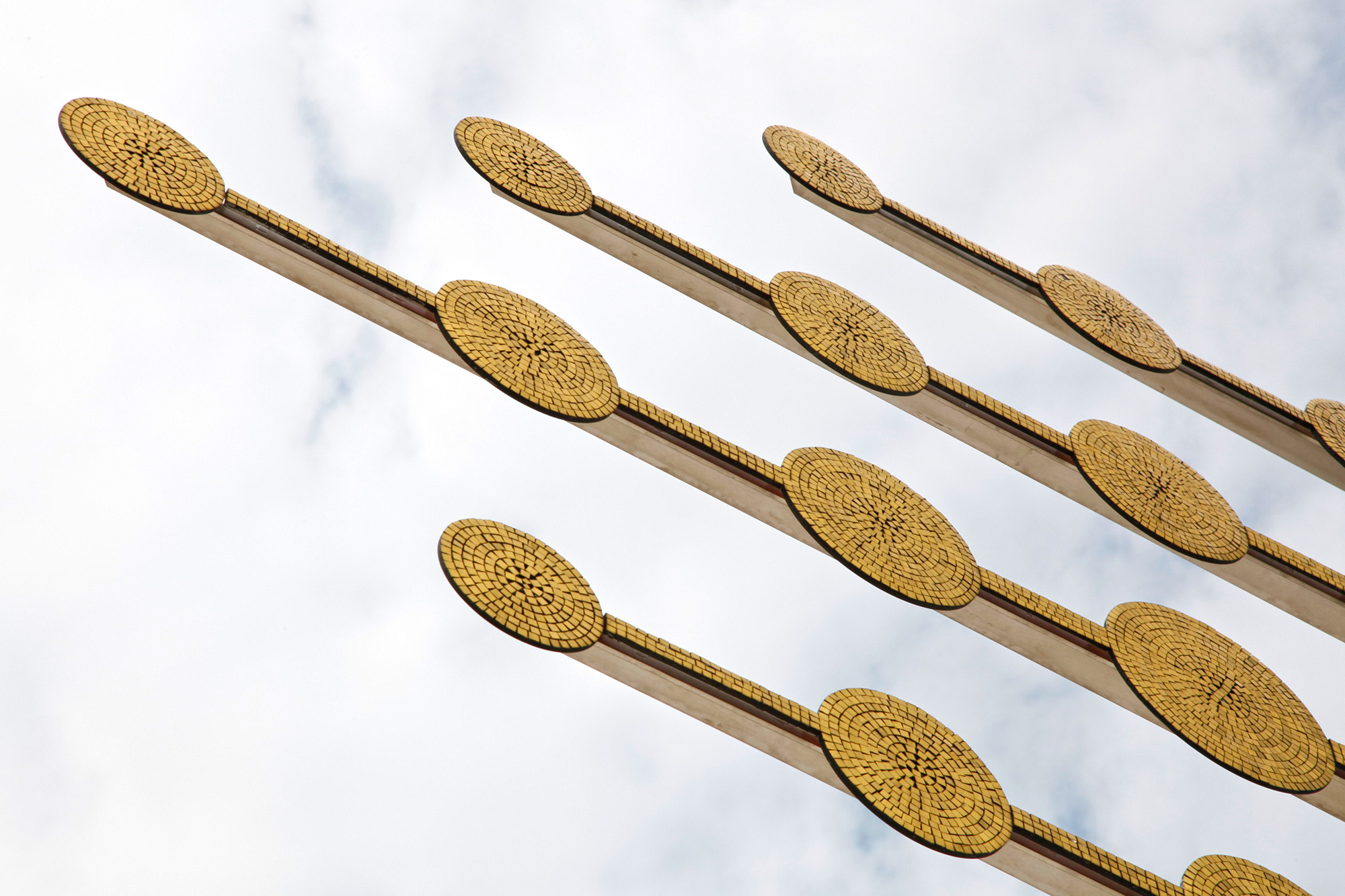
Campino Hochhaus: Die Dach-Skulptur
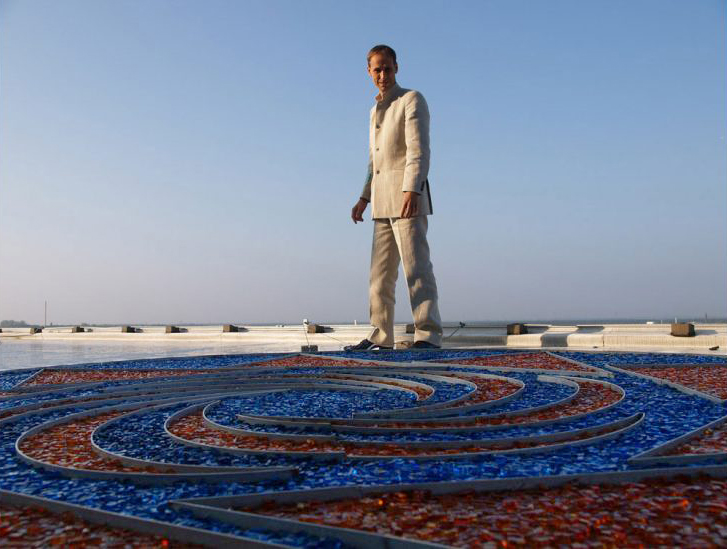
Nold vor Crop Circle Skulptur

### Vortexgarten
1997 kaufte Nold mit seinem Erbe die 1921 erbaute Jugendstil-Villa am Prinz-Christians-Weg 13 in Darmstadt am Fuß der Mathildenhöhe und wandelte den Garten in einen öffentlich zugänglichen Privatpark, den Vortexgarten um. Die Gestaltung des Gartens erfolgte nach den Prinzipien der Permakultur und ist inspiriert von Mystik, Theologie, Mathematik und Philosophie. Die Villa nannte Nold "Haus Martinus" und sie beherbergt seit 1999 die "Freie Internationale Kunstakademie".